# Kinh tế Maldives
Ngày nay, Maldives có một nền kinh tế hỗn hợp, dựa vào các ngành du lịch, ngư nghiệp và tàu biển.
Du lịch là ngành kinh tế lớn nhất của Maldives, chiếm 20% GDP và hơn 60% lượng ngoại tệ thu được của quốc gia này. Ngành này đã giúp Maldives đạt mức tăng trưởng GDP đầu người 265% trong thập niên 1980 và 115% trong thập niên 1990. Hơn 90% thuế chính phủ thu được là từ thuế nhập khẩu và các loại thuế thu được từ du lịch.
Ngư nghiệp là ngành lớn thứ hai ở Maldives. Chương trình cải cách kinh tế chủ chính phủ năm 1989 đã bãi bỏ hạn ngạch nhập khẩu và mở cửa một số ngành xuất khẩu cho lĩnh vực tư nhân. Do đó, chính sách này đã tự do hóa quy định để cho phép nhiều đầu tư nước ngoài hơn.
Nông nghiệp và chế tạo đóng vai trò nhỏ trong nền kinh tế quốc gia này do quỹ đất hạn hẹp và thiếu hụt lao động. Phần lớn các sản phẩm chủ yếu được nhập khẩu.
Công nghiệp ở Maldives chủ yếu gồm ngành may mặc, đóng thuyền, thủ công. Các ngành này chiếm 18% GDP của Maldives. Chính phủ Maldives đang lo ngại ảnh hưởng của hiện tượng xâm thực và sự nóng lên toàn cầu đối với quốc gia có độ cao so với mực nước biển thấp này.